# William Trousdale

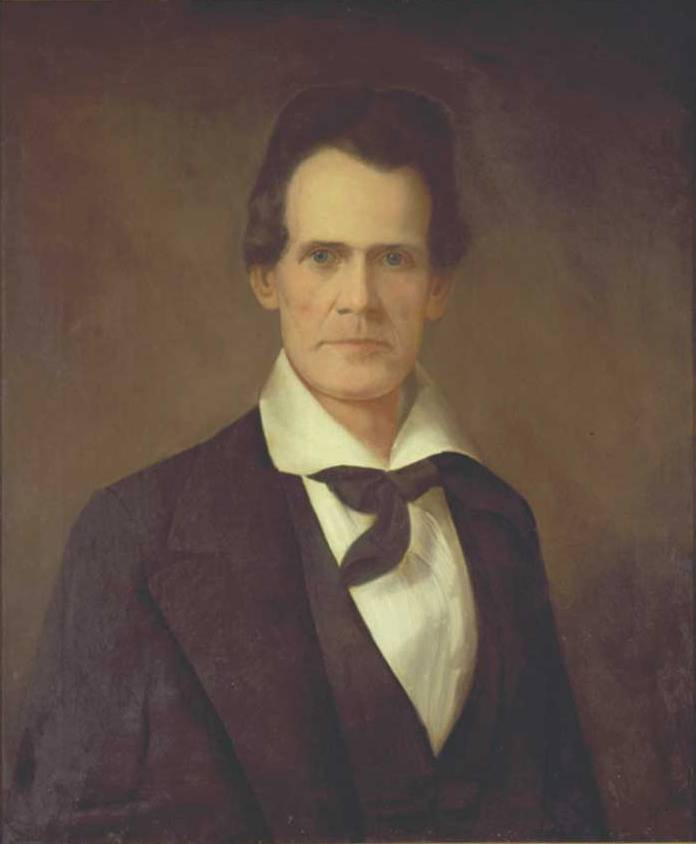
William Trousdale.

William Trousdale, född 23 september 1790 i Orange County, North Carolina, död 27 mars 1872 i Sumner County, Tennessee, var en amerikansk demokratisk politiker, general och diplomat. Han var guvernör i delstaten Tennessee 1849-1851.
Trousdale tjänstgjorde i creek-kriget och blev känd som "The War Horse of Sumner County". Han studerade juridik och inledde 1820 sin karriär som advokat i Tennessee. Han var ledamot av delstatens senat 1835-1836.
Trousdale tjänstgjorde som brigadgeneral i mexikanska kriget och valdes till guvernör som en nybliven krigshjälte. Demokraterna nominerade honom enhälligt till partiets kandidat i guvernörsvalet som han knappt vann. Trousdale lyckades inte bli omvald. Han var som envoyé extraordinaire och plenipotentiär minister chef för USA:s diplomatiska beskickning i Brasilien 1853-1857.
Trousdales grav finns på Gallatin City Cemetery i Gallatin, Tennessee. Trousdale County har fått sitt namn efter William Trousdale.